# Hela Omrane
Pour les articles homonymes, voir Omrane.
Hela Omrane, née au Kef, est une femme politique tunisienne membre de Nidaa Tounes puis Tahya Tounes.

## Biographie

### Études
Elle est titulaire en 2001 d'un baccalauréat en sciences expérimentales et d'un diplôme universitaire de technologie (DUT) en biologie industrielle obtenu en 2004 à l'Institut national des sciences appliquées et de technologie de Tunis.

### Parcours professionnel
En 2005, elle devient technicienne supérieure au sein de l'Institut national des sciences et technologies de la mer de Monastir.

### Engagements associatifs
Elle est membre active au sein de la Jeune chambre internationale de Sousse depuis 2011 et sa trésorière en 2014.
Elle est également membre fondateur du principal syndicat[Lequel ?] de l'Institut national des sciences et technologies de la mer, et membre de son bureau exécutif chargée des jeunes et de la femme, depuis 2011.

### Carrière politique
Membre de Nidaa Tounes, elle siège au sein de sa commission nationale de formation et d'orientation tactique et exerce la fonction de formatrice politique.
Candidate lors des élections législatives de 2014 sous les couleurs de Nidaa Tounes, elle est élue députée à l'Assemblée des représentants du peuple dans la circonscription de Monastir. Elle y siège à la commission des droits et libertés et des relations extérieures et à la commission des affaires de la femme, de la famille, de l'enfance, de la jeunesse et des personnes âgées.
Membre du groupe parlementaire de Nidaa Tounes, elle rejoint les rangs de la Coalition nationale en octobre 2018.